# Diaethria consobrina
Diaethria consobrina är en fjärilsart som beskrevs av Guérin-meneville 1844. Diaethria consobrina ingår i släktet Diaethria och familjen praktfjärilar. Inga underarter finns listade i Catalogue of Life.